# Pošta na Severna Makedonija

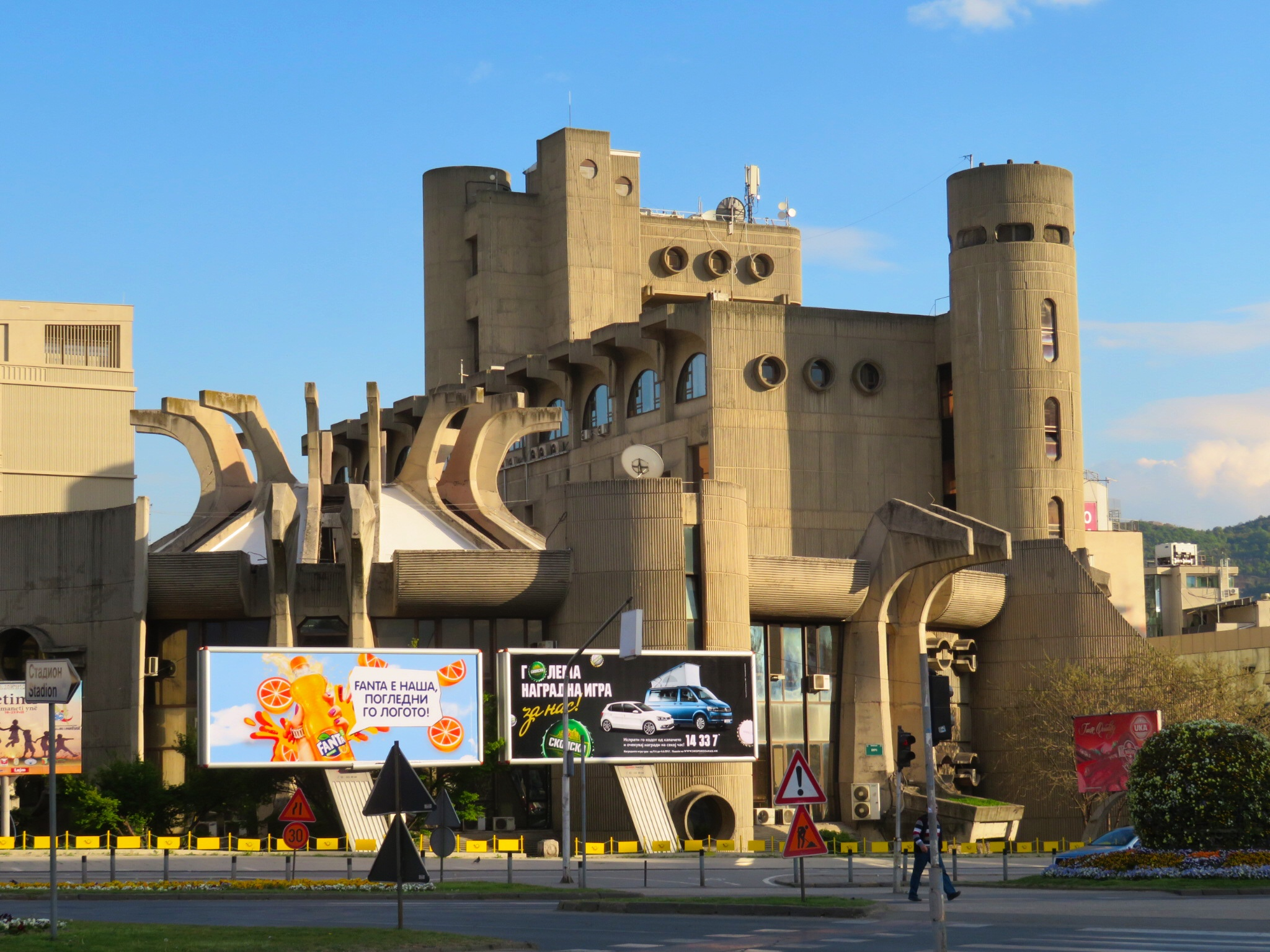
Hauptsitz der Mazedonischen Post

Die Makedonska Pošta (Mazedonische Post; mazedonisch Македонска Пошта) ist das größte Postunternehmen in Nordmazedonien. Sie wurde 1992 gegründet. Der Hauptsitz befindet sich in Skopje. Direktor ist Ejup Ristemi.